# Karl-Heinz Riedle
Karl-Heinz Riedle, född 16 september 1965, är en tysk före detta fotbollsspelare (anfallare).
Riedle spelade i mindre klubbar innan han värvades av storlaget Werder Bremen där han 1988 blev tysk mästare och landslagsman. 1988 deltog Riedle även i OS då Västtyskland tog brons i fotbollsturneringen. 1990 var Riedle inhoppare i anfallet men ordinarie under EM 1992 då han med sina tre mål blev Tysklands bästa målskytt. Riedle slutade i landslaget efter VM 1994, men firade sedan stora segrar med Borussia Dortmund. Riedle gjorde bland annat två mål i Champions League-finalen 1997. Riedle flyttade sedan till England innan han slutade spela fotboll 2000.

## Meriter
- 42 A-landskamper för Tysklands herrlandslag i fotboll
- VM i fotboll: 1990, 1994
  - VM-guld 1990
- EM i fotboll: 1992
  - EM-silver 1992
- Tysk mästare 1988
- Champions League-mästare 1997